# (128297) Ashlevi
(128297) Ashlevi est un astéroïde de la ceinture principale.

## Description
(128297) Ashlevi est un astéroïde de la ceinture principale. Il fut découvert le 13 décembre 2003 à Wrightwood par James Whitney Young. Il présente une orbite caractérisée par un demi-grand axe de 2,87 UA, une excentricité de 0,08 et une inclinaison de 1,0° par rapport à l'écliptique.

## Compléments